# American Graffiti
American Graffiti is een Amerikaanse komische film uit 1973, geregisseerd door George Lucas (Star Wars), met in de hoofdrollen onder andere Richard Dreyfuss, Ron Howard en Harrison Ford. De diskjockey Wolfman Jack treedt in de film op als zichzelf. De film volgt vier schoolvrienden in het stadje Modesto (Californië) die in 1962 een laatste nacht doorbrengen voordat ze uit elkaar gaan om elders in het land te gaan studeren.
American Graffiti werd bekroond met twee Golden Globes. De film was een enorm succes in de Verenigde Staten en wordt vaak de eerste zomer-blockbuster genoemd. De film bracht alleen al in Noord-Amerika 115 miljoen dollar in het laatje – wel 92 keer het schamele filmbudget van 1,25 miljoen dollar. Met de winst van American Graffiti kon Lucas zijn Star Wars-project financieren. Het succes van American Graffiti maakte het ook mogelijk voor Lucas om een nieuw contract voor Star Wars met 20th Century Fox te tekenen waarmee hij onder meer het recht kreeg om vervolgfilms te maken en ook de rechten op de merchandising verkreeg, wat later een goudmijn zou blijken.
In 1979 kwam een vervolgfilm uit, More American Graffiti, geregisseerd door Bill L. Norton.

## Verhaal
Op de laatste dag van de zomervakantie van 1962 in de Californische stad Modesto hebben de vrienden Curt Henderson, Steve Bolander, John Milner en Terry "Toad" Fields afgesproken in de plaatselijke Mel's Drive-In-fastfoodbar. Curt en Steve vertrekken de volgende dag naar een universiteit in de Noordoostelijke Verenigde Staten. Hoewel Curt een schoolbeurs van 2000 Amerikaanse dollar heeft ontvangen, twijfelt hij nog om te gaan. Steve leent voor de duur van zijn studietijd zijn Chevrolet Impala uit aan Toad, die met een oude bromfiets rijdt. Steve heeft er die avond ook afgesproken met zijn vriendin Laurie. Omdat ze elkaar een hele tijd niet zullen zien, zegt Steve haar dat hij het niet erg zou vinden dat zij met andere jongens uitgaat omdat dat hun relatie enkel zou versterken. Laurie, echter, leidt daar uit af dat Steve toestemming vraagt om ginds andere meisjes te versieren. 
Curt, Steve en Laurie rijden naar het "einde-vakantie-bal" van hun middelbare school. Onderweg ziet Curt een blonde dame in een Ford Thunderbird. Hij wordt in een oogopslag verliefd op haar en wil haar vinden en laat hiervoor zelfs het schoolbal achter. Hij komt tijdens zijn zoektocht in contact met de jeugdbende "The Pharaohs". Volgens hen is de blonde dame een prostituee. Curt gelooft dit niet en rijdt later op de avond naar de radiostudio van Wolfman Jack om een bericht door de ether te sturen zodat hij de blonde vrouw vindt en om af te spreken aan een welbepaalde telefooncel. Curt zal haar daar opwachten. 
John en Terry trachten elk met hun wagen een meisje te imponeren. Dankzij de Chevrolet kan de asociale Toad Debby versieren. Toad pocht over zijn leven: zo zou hij onder andere zijn pony's hebben verkocht om deze Chevrolet te kunnen kopen. Ze rijden naar een meer waar de wagen wordt gestolen. Later wordt deze gelukkig teruggevonden. Uiteraard komen de leugens van Toad uit, maar Debby geeft aan nog steeds interesse in hem te hebben. John, met zijn Ford Deuce Coupé, tracht ook meisjes te versieren. Hij gaat akkoord om iemand van een groepje meisjes - die hij aansprak in hun wagen - mee te nemen, maar tot zijn ontsteltenis is dit een zestienjarig, irriterend meisje met de naam Carol. Daarbij komt dat Carol al snel wat voelt voor John terwijl hij er alles tracht aan te doen niet gezien te worden met haar. Hij wil haar zo snel mogelijk thuis droppen, maar zij wil haar adres niet geven omdat ze van thuis nooit mag uitgaan en er nu eindelijk eens iets spannends gebeurt. Om haar adres te achterhalen dreigt hij zelfs om haar te verkrachten, maar zij gaat akkoord met de vrijpartij. Ze beseft tijdig dat dit verkeerd is en geeft alsnog haar adres. Eenmaal aan haar huis beseft John dat Carol - ondanks alles - de voorbije uren toch een aangenaam gezelschap was.
Het meningsverschil tussen Steve en Laurie leidt uiteindelijk tot het stopzetten van hun relatie later op die avond. Laurie rijdt mee met Bob Falfa  die een Chevrolet One-Fifty Coupé bestuurt. Onderweg wordt hij uitgedaagd door John om te racen. Steve komt dit te weten en rijdt hen achterna. Hij komt aan wanneer de race al is begonnen. Het gaat mis met de wagen van Bob waardoor deze enkele keren overkop gaat en in de gracht belandt. Steve en John lopen naar de gecrashte wagen en kunnen Bob en Laurie redden alvorens de wagen ontploft. Laurie beseft dat ze van Steve houdt en vraagt hem om haar nooit te verlaten. Steve gaat akkoord en beslist daarbij ook dat hij niet naar de universiteit zal gaan.
De volgende ochtend staat Curt nog steeds aan de telefooncel. Tot zijn opluchting gaat de telefoon over: het is de blonde dame die beweert dat ze Curt kent. Ze stelt voor om 's avonds af te spreken, maar Curt moet dat weigeren omdat hij later op de dag met het vliegtuig vertrekt wat hij ook doet. Hij neemt er afscheid van zijn vrienden. Tijdens het opstijgen merkt Curt de wagen van de blonde dame op.
Tijdens de epiloog wordt vermeld dat John werd doodgereden door een dronken bestuurder in 1964. Toad is vermist sinds december 1965 en werd het laatst gezien in het Vietnamese stadje An Lộc. Steve werkt als verzekeringsagent in Modesto en Curt is een schrijver en woont nu in Canada.

## Productie
Het project werd oorspronkelijk gefinancierd door United Artists, maar later overgenomen door Universal Studios. Universal tekende in 1971 een contract met Lucas voor twee films, American Graffiti en wat later Star Wars zou worden. Ze vonden het idee voor Star Wars echter maar niks en lieten het project al snel vallen.
American Graffiti was de tweede bioscoopfilm van George Lucas en de laatste film voordat hij aan Star Wars begon. De opnames begonnen in San Rafael (Californië) maar na klachten van een plaatselijke bareigenaar werd de filmmakers verzocht om het stadje te verlaten. De film werd vervolgens voornamelijk opgenomen in Petaluma (Californië).
Toen American Graffiti af was, reageerde Universal teleurgesteld, ondanks enthousiaste reacties van testpubliek. De filmmaatschappij weigerde de film uit te brengen en dreigde de film geheel opnieuw te laten monteren of als televisiefilm uit te brengen. Francis Ford Coppola, 20th Century Fox en Paramount Pictures boden aan om de film te kopen, maar uiteindelijk besloot Universal de film toch zelf uit te brengen. Wel werden er drie scènes (zo'n vier en een halve minuut) uit de film geknipt.

## Prijzen en erelijsten
American Graffiti won twee Golden Globes (waaronder beste muziek/comedyfilm) en werd ook genomineerd voor vijf Oscars in 1974, waaronder de Oscars voor beste film en beste regisseur. In 1995 werd de film uitverkozen voor conservering en archivering door het National Film Registry van de Amerikaanse Library of Congress vanwege het "culturele, historische en esthetische belang" van de film. American Graffiti staat op plaats 62 in de lijst van de 100 beste Amerikaanse films van het American Film Institute (2007).

## Rolverdeling
| Acteur               | Personage               |
| -------------------- | ----------------------- |
| Richard Dreyfuss     | Curt Henderson          |
| Ron Howard           | Steve Bolander          |
| Paul Le Mat          | John Milner             |
| Charles Martin Smith | Terry 'The Toad' Fields |
| Cindy Williams       | Laurie Henderson        |
| Candy Clark          | Debbie Dunham           |
| Mackenzie Phillips   | Carol                   |
| Wolfman Jack         | zichzelf                |
| Bo Hopkins           | Joe Young               |
| Manuel Padilla Jr.   | Carlos                  |
| Beau Gentry          | Ants                    |
| Harrison Ford        | Bob Falfa               |
| Jim Bohan            | Officer Holstein        |
| Jana Bellan          | Budda                   |
| Deby Celiz           | Wendy                   |
| Kathleen Quinlan     | Peg                     |

## Soundtrack
De film heeft een soundtrack van bijna 50 rock-'n-roll-nummers uit de jaren '50, waaronder muziek van Bill Haley, Chuck Berry, Fats Domino en Buddy Holly. Lucas wilde ook nummers van Elvis Presley opnemen in de soundtrack maar kreeg daarvoor geen toestemming van platenlabel RCA. De soundtrack werd uitgebracht op dubbel-LP.

## Wetenswaardigheden
- Modesto (Californië), het stadje waar de fictieve gebeurtenissen in de film plaatsvinden, is de plaats waar regisseur George Lucas in werkelijkheid opgroeide.